# 送給你的歌
「送給你的歌」（キミに贈る歌）是日本歌手菅原紗由理的第1張迷你專輯。

## 收錄曲
1. キミに贈る歌
作詞：中嶋ユキノ（日语：中嶋ユキノ）、菅原紗由理 作曲：Sin 編曲：Sin 東京電視台系《JAPAN COUNTDOWN（日语：JAPAN COUNTDOWN）》2009年4月度片头曲
2. Destiny feat.FEROS 
作詞：：松本一起 作曲：リスト  編曲：Sin
3. 恋 
作詞：菅原紗由理 作曲：Sin 編曲：Sin
4. 強くなりたい 
作詞：菅原紗由理 作曲：Sin 編曲：Sin
5. I still love you
作詞：中嶋ユキノ 作曲：浜渦正志 編曲：Sin